# Grammy Award for Best Blues Album
Der Grammy Award for Best Blues Album, auf Deutsch „Grammy-Award für das Beste Blues-Album“, ist ein Musikpreis, der von 2012 bis 2016 bei den jährlich stattfindenden Grammy Awards verliehen wurde. Der Preis ging an Künstler für Alben aus dem Bereich der Bluesmusik. Zum Grammy Award for Best Blues Album wurden die bis 2011 verliehenen Grammies für Best Contemporary Blues Album und Best Traditional Blues Album zusammengelegt, da die NARAS die Anzahl der Kategorien deutlich reduzieren sowie teilweise die Trennung von Gesangs- und Instrumentaldarbietungen in den Kategorien abschaffen wollte. Ab der Grammy-Verleihung wurde er erneut aufgeteilt in die beiden ursprünglichen Kategorien
Vergeben wurde der Preis an Alben, die mindestens 51 % der Spielzeit aus neuen Aufnahmen aus dem Bereich der Bluesmusik besteht.
Der Preis wurde nur an amerikanische Künstler vergeben, wobei die erste Vergabe an Tedeschi Trucks Band die einzige bislang an eine Bluesband war. Charlie Musselwhite ist der einzige Musiker, der zweimal nominiert wurde, beide Male jedoch gemeinsam mit anderen Musikern und beide Male bei den Grammy-Verleihungen 2014.

## Gewinner und nominierte Künstler
| Jahr                  | Künstler / Band                    | Nationalität       | Werk                | Weitere nominierte Künstler | Bilder der Künstler                 |
| --------------------- | ---------------------------------- | ------------------ | ------------------- | --- | ----------------------------------- |
| 2012 12. Februar 2012 | Tedeschi Trucks Band               | Vereinigte Staaten | Revelator           | - Gregg Allman – Low Country Blues - Marcia Ball – Roadside Attractions - Warren Haynes – Man in Motion - Keb’ Mo’ – The Reflection | Derek Trucks & Susan Tedeschi, 2007 |
| 2013 10. Februar 2013 | Dr. John                           | Vereinigte Staaten | Locked Down         | - Shemekia Copeland – 33⅓ - Ruthie Foster – Let It Burn - Heritage Blues Orchestra – And Still I Rise - Joan Osborne – Bring It On Home | Dr. John, 2007                      |
| 2014 26. Januar 2014  | Ben Harper und Charlie Musselwhite | Vereinigte Staaten | Get Up!             | - Billy Boy Arnold, Charlie Musselwhite, Mark Hummel, Sugar Ray Norcia & James Harman – Remembering Little Walter - James Cotton – Cotton Mouth Man - Beth Hart & Joe Bonamassa – Seesaw - Bobby Rush – Down in Louisiana                             | Ben Harper, 2003                    |
| 2015 8. Februar 2015  | Johnny Winter                      | Vereinigte Staaten | Step Back           | - Dave Alvin & Phil Alvin – Common Ground - Dave Alvin & Phil Alvin Play and Sing the Songs of Big Bill Broonzy - Ruthie Foster – Promise of a Brand New Day - Charlie Musselwhite – Juke Joint Chapel - Bobby Rush with Blinddog Smokin’ – Decisions |                                     |
| 2016 15. Februar 2016 | Buddy Guy                          | Vereinigte Staaten | Born to Play Guitar | - Cedric Burnside Project – Descendants of Hill Country - Shemekia Copeland – Outskirts of Love - Bettye LaVette – Worthy - John Primer und verschiedene Künstler – Muddy Waters 100                                                                  |                                     |

## Belege
1. ↑  Awards Category Comparison Chart. (PDF 80 kB) National Academy of Recording Arts and Sciences, S. 1, archiviert vom Original am 16. Mai 2011; abgerufen am 4. Januar 2014.  Info: Der Archivlink wurde automatisch eingesetzt und noch nicht geprüft. Bitte prüfe Original- und Archivlink gemäß Anleitung und entferne dann diesen Hinweis.
2. ↑  NARAL Final Nomination List 57th Grammy Awards, abgerufen am 31. Dezember 2015.